# Rontău
Rontău – wieś w Rumunii, w okręgu Bihor, w gminie Sânmartin. W 2011 roku liczyła 1204 mieszkańców.